# Nézsnafalva
Nézsnafalva (1899-ig Nizsna, szlovákul Nižná) község Szlovákiában, a Nagyszombati kerületben, a Pöstyéni járásban.

## Fekvése
Pöstyéntől 23 km-re, délnyugatra található.

## Története
1549-ben említik először.
Vályi András szerint: „Nizsnya. Tót falu Nyitra Várm. földes Ura G. Erdődi Uraság, lakosai katolikusok, fekszik Lopasóhoz nem meszsze, és annak filiája, határja is hozzá hasonlító, piatzozása Galgóczon, és Újhelyben, legelője szoross, és földgye is néhol soványas."
Fényes Elek szerint: „Nizsna, tót falu, Nyitra vgyében, Poson vgye szélén, 437 kath., 1 evang., 5 zsidó lak. Jó határral, erdővel, vizimalommal. F. u. gr. Erdődy Józsefné. Ut. p. N.-Szombat."
Nyitra vármegye monográfiája szerint: „Nizsna, a Kis-Kárpátok alatt, a Vitek-patak mellett, Lopassótól délre fekvő tót falu, 447 r. kath. vallásu lakossal. Postája Vittencz, táviró- és vasúti állomása Nagy-Szombat. Kath. temploma a falun kívül dombetőn áll, különálló toronynyal. Építtette 1682-ben Onory Ádám és neje, Bódy Katalin. Kegyura gr. Pálffy József. A templomban egy régi, értékes, aranyozott ezüst-kelyhet és egy szentségmutatót őriznek 1549-ben Nízsnának, amelyet akkoriban Nisnafalvának neveztek, 4 portája, 1598-ban 43 háza és 1610-ben - a közbeesett háborúk pusztításai következtében - csupán egy úrbéri és egy zsellérportája volt. Földesura volt 1532-ben az Onory-család, 1655-ben a Bossányiak, 1680-ban Ungnad Kristóf Jókő várának is ura, azután leányágon az Erdődyekre és végre a Pálffyakra szállt át a földesúri jog."
A trianoni békeszerződésig Nyitra vármegye Pöstyéni járásához tartozott.

## Népessége
| Év:            | 1994. | 2004.   | 2014.   | 2024.   |
| -------------- | ----- | ------- | ------- | ------- |
| Emberek száma: | 507   | 517     | 550     | 552     |
| Eltérés:       |       | +1,97 % | +6,38 % | +0,36 % |

| Év:            | 2023. | 2024.   |
| -------------- | ----- | ------- |
| Emberek száma: | 546   | 552     |
| Eltérés:       |       | +1,09 % |

1910-ben 479, túlnyomórészt szlovák lakosa volt.
2001-ben 503 lakosából 496 szlovák volt.
2011-ben 536 lakosából 521 szlovák.

## Nevezetességei
Szent István király tiszteletére szentelt, római katolikus temploma 1682-ben épült.

## Külső hivatkozások
- Községinfó
- Nézsnafalva Szlovákia térképén
- E-obce.sk[halott link]